# Muddy Ruel
Pour les articles homonymes, voir Ruel.
Herold D. Ruel, dit Muddy Ruel, né le 20 février 1896 et décédé le 18 décembre 1963, était un joueur de baseball américain.
Il joua 19 saisons au sein des ligues professionnelles pour un total de 1470 matchs avec une moyenne au bâton de .275